# Sale rêveur
Sale Rêveur je francouzský hraný film z roku 1978, který režíroval Jean-Marie Périer. Snímek měl světovou premiéru 5. dubna 1978.

## Děj
Na pařížském předměstí na vrakovišti žijí v karavanech čtyři lidí. Jérôme sní o tom, že je hrdinou v amerických filmech. Robert je bývalý kaskadér, který pije a vzpomíná na svůj předchozí lepší život. Taupin by chtěl podniknout cestu do Ameriky. Josephe se o všechny stará. Když jednoho dne Jérôme zahlédne krásnou dívku v luxusním autě s řidičem, zamiluje se do ní. Je však zklamán, když zjistí, že Anne je pouze vychovatelkou v bohaté rodině.

## Obsazení
| Jacques Dutronc   | Jérôme              |
| Lea Massari       | Joséphe             |
| Jean Bouise       | Robert              |
| Maurice Bénichou  | Taupin              |
| Greg Germain      | César               |
| Nathalie Périer   | Anne                |
| Anémone           | Colette             |
| Marthe Villalonga | paní Taupin         |
| Philippe March    | muž z vily          |
| Danielle Godet    | žena z vily         |
| Bouboule          | pekař v pizzerii    |
| Madeleine Bouchez | stará žena v hotelu |
| Magali Clément    | telefonistka        |
| Caroline Loeb     | servírka v cukrárně |
| Georges Montal    | darebák             |

## Ocenění
- César: nominace v kategorii nejlepší výprava (Théobald Meurisse)